# Dasyhelea nilssoni
Dasyhelea nilssoni är en tvåvingeart som beskrevs av Ryszard Szadziewski 2000. Dasyhelea nilssoni ingår i släktet Dasyhelea och familjen svidknott. Inga underarter finns listade i Catalogue of Life.